# 13,2 mm automatkanon m/39
13,2 mm automatkanon m/39, kort 13,2 mm akan m/39, var svenska flygvapnets primära automatkanon under andra världskriget. Vapnet som ursprungligen hette Mitrailleuse d'avion Browning - F.N. Calibre 13,2 mm, eller kort 13,2 mm FN Browning M.1939 utvecklades av FN Herstal i Belgien 1938 som flygplansbeväpning för export och var i grunden baserat på amerikanska M2 Browning. 
Flera länder var intresserade av vapnet med betoning på licens för inhemsk produktion. Bland annat Belgien, Finland, Nederländerna, Rumänien och Sverige var intresserade men på grund av den tyska ockupationen av Belgien under andra världskriget hann vapnet bara exporteras till Sverige och Rumänien i begränsade antal. 
Sverige lyckades få tag på licensproduktion och vapen producerades i LM Ericssons lokaler på Tulegatan i Stockholm under regi av Gevärsfaktoriet. Sverige kom att bli huvudbrukare av vapnet i dess originalutförande med över 2000 vapen i tjänst då Rumänien enbart brukade ca 250 vapen.
Finland kom senare att producera vapnet i modifierad form under namnet VKT 12,70 LKk/42 då de fick tag på grundritningar och ett originalvapen via Sverige.

## Historia

### FN Herstal
Fabrique Nationale de Herstal, kort FN Herstal, hade sedan slutet av 1800-talet licensproducerat flera olika typer av vapen av John Browning, bland annat pistolen Browning No.2 som blev svenska pistol m/07 och Browning M1919 som blev kulspruta m/22, och var inte blyga att modifiera och förbättra konstruktionerna. Detta ligger till grunden varför 13,2 mm FN Browning kom att bli.

#### Inledning
Under 1930-talet började flera flygvapen runt om i världen börja titta på att beväpna deras stridsflygplan med tyngre beväpning än finkalibriga kulsprutor. Då många länder inte hade resurserna eller kapaciteten att effektivt ta fram egna vapen vände man sig till den internationella exportmarknaden som vid denna tidpunkt var väldigt tom på praktiska konstruktioner. De typer som fanns var problematiska på flera nivåer som till exempel kostnad, opålitlighet, storlek, vikt och prestanda. FN Herstal såg det här hålet i marknaden och tog ganska snabbt fram en design som skulle inte bara skulle fungera för alla men även vara av toppklass.

#### Konstruktion
Ett av problemen man ville undvika var att konstruera ett vapen som var för stort då dessa vapen var svåra att passa in i existerande flygplanstyper. Några tidsexempel är automatkanonerna 20 mm Madsen och 20 mm HS.404 som båda krävde grövre modifikationer för att fungera i existerande flygplanstyper. På grund av detta satsade man på en tung kulspruta med en kaliber runt 13 mm. Då FN redan producerade en tung kulspruta med ungefär 13 mm kaliber vid namn M2 Browning valde man att baserade den nya designen på denna. Detta skulle både snabba på konstruktionen och produktionen av det nya vapnet. 
M2 Browning var kraftfull, luftkyld och pålitlig men var relativt tung och hade en relativt låg eldhastighet för ett flygburet vapen. Därför gjorde man den nya designen så lätt som möjlig och ökade eldhastigheten så mycket man kunde. Man lyckades få upp eldhastigheten från ungefär 600 skott per minut till över 1000 skott per minut, en ökning med över 66%. Detta gjordes genom att göra slutstycket så lätt som möjligt och byta ut den hydrauliska rekylbromsningen mot fjäderbromsning. Man gav vapnet elektrisk avfyrning via en magnetventil vilket gjorde det lättare att montera i existerande flygplan då mekanisk avfyrning kräver grövre modifikationer. En annan praktisk uppgradering var införandet av en vridplatta för spåren till patronföraren som gjorde det möjligt att mata vapnet från vardera sida genom att enbart leda om patronföraren. Detta gjorde vapnet mycket billigare att producera då man inte behövde tillverka två typer av kulsprutan, en högermatad och en vänstermatad, något man behövde göra med många tidigare typer av flygkulsprutor (exempelvis kulspruta m/22) om man ville montera dem effektivt i till exempel vingar.

#### Patron
Som patron till vapnet tittade man på två mycket lika patroner, 12,7x99 mm Browning och 13,2x99 mm Hotchkiss. 12,7 mm Browning var ursprungskalibern till M2 Browning men 13,2 mm Hotchkiss var mycket vanligare i Europa vid denna tidpunkt på grund av Hotchkiss lyckade export av kulsprutan 13,2 mm Mle 1929. Då båda patroner råkade ha nästan identiska hylsor och kalibrar var det enkelt att omkalibrera vapnet genom ett enkelt pipbyte. Detta gjorde att FN Herstal erbjöd vapnet i båda kalibrarna beroende på kundens önskan men då man anade att 13,2 mm kalibern skulle bli mer populär så valde man att primärt använda denna i reklam för vapnet.
Trots den kraftfulla kalibern av 13,2 mm ville man få ut mer effekt ur kalibern då de existerande projektiltyperna enbart var av kinetisk typ och inte av briserande typ, en eftersökt effekt i luftvärn. Därför valde FN Herstal att utveckla en toppmodern högexplosiv granat med spårljus i kalibern just för användning i deras nya tunga kulspruta. Denna spårljusspränggranat, som den klassas, var extremt effektiv för sin kaliber. 

#### Försäljning
Väl färdigställt kom vapnet kom att benämnas Mitrailleuse d´Avion Browning - F.N. Calibre 13,2 mm (Flygkulspruta Browning - F.N. Kaliber 13,2 mm) eller FN Browning M.1939 för kort. Vapnet kom ut på marknaden precis innan andra världskrigets utbrott och precis som FN Herstal hade förespått blev vapnet en höjdare på den internationella marknaden och länder stod i princip i kö för att få köpa vapnet, bland annat den belgiska krigsmakten. Flera flygplansprototyper konstruerades för att bära vapnet som Belgiens Renard R-38 och Nederländernas Fokker D.XXIII.
Trots den lyckade marknadsföringen blev inte FN Browning M.1939 någon storsäljare för den 10 maj 1940 invaderade Nazityskland Belgien trots deras neutralitet under invasion av Frankrike och FN Herstals fabrik och lager blev krigsbyte till Tyskarna.
Inom det korta intervallet som vapnen fanns på marknaden han Sverige först och norpade åt sig vapen, ammunition och tillverkningsunderlag. Även Rumänien lyckades köpa vapen och ammunition innan invasionen. I Sveriges fall fick man precis tag i materialen innan Nazityskland efter drygt 2,5 veckor av stridande tog över Belgien. Då landtransporterna skulle gå igenom stridszoner behövde man leda om transporterna sjöledes.

### Sverige

#### Inledning
När stridsflygplan under början av 1930-talet började byggas helt i metall och få pansarskydd för vitala delar ville det svenska flygvapnet införskaffa ny tung flygbeväpning i kalibrarna 13-20 mm för att kunna bekämpa det nya hoten. Flygförvaltningen satte då upp krav för de nya vapnet/vapnen och började leta efter möjliga kandidater. Några av kraven var att vapnet/vapnen skulle kunna skjuta pansarbrytande, brand och spräng ammunition med hög genomslagsförmåga på pansarprojektilen. 
Till en början gick man till Bofors och den 17 oktober 1933 beställde flygförvaltningen en 20 mm automatkanon för användning på flygplan från dem. Denna automatkanon kom att försenas gång på gång och levererades först 1937 då den testades i tornlavett på en B 3. Vapnet hade en usel eldhastighet under 400 skott per minut och var försedd med ett trummagasin med låg ammunitionskapacitet vilket gjorde den helt oduglig som flygbeväpning. Bofors fortsatte dock utvecklingen och kanonen blev till slut 20 mm automatkanon m/40 som användes för bland annat luftvärn och pansarvärn.
Då Boforskonstruktionen inte levererades inom resonabel tid och till slut visade sig vara oduglig började flygförvaltning leta efter andra kandidater. Man hade följt vad andra flygvapen hade valt runt om i världen och hade konstaterat av en tung kulspruta med ca 13 mm kaliber var en bättre linje att följa. Några exempel är amerikanska 12,7 mm M2 Browning och italienska 12,7 mm Breda-SAFAT.

#### Anskaffning
I slutet av 1938 hade FN Herstal nya 13,2 mm FN Browning M.1939 börjat marknadsföras och Sverige var snabb på att börja göra underaffärer för både import och licensproduktion. Flygförvaltningen införskaffade ett par försöksvapen i kaliber 13,2 mm som planerades att utprovas på ett flygplan av typen S 5. Dock behövde detta projekt skjutas upp då ändringarna som behövde införas på S 5 var för stora.
Då Bofors och andra diverse vapenfabrikanter var upptagna med att bygga diverse vapen vid krigsutbrottet anlitande man LM Ericsson för lokaler till licensproduktion med regi av Gevärsfaktoriet. Leverans av vapen, ammunition och ritningar skulle vara klara i maj 1940 och som standardprocedur skulle man skicka en representant av flygförvaltningen till FN Herstal för att göra en mottagningsbesiktning av det beställda materialet. Representanten denna gången skulle varit vapeningenjören Nils Thorsson. Dock så tyckte den tyska armen att dagen Nils Thorsson skulle resa var en bra dag att invadera Belgien på och hans resa dit blev inställd. Istället beordrade man omedelbar leverans sjöledes och mottagningsbesiktningen gjordes istället på Försökscentralen på Malmslätt.
Sverige tog vapnet i tjänst 1940 under beteckningen 13,2 mm automatkanon m/39. Anledningen till att de betecknades automatkanon beror på att de primärt sköt granatprojektiler och enligt dåtida flygvapenreglar klassas då vapnet som automatkanon. Automatkanon m/39 kom först att beväpna de svenska Republicplanen som fått beteckningen J 9 men kom snart även att finnas som alternativ beväpning till B 16.
Vapnen ansågs vara mycket bra för både jakt- och attackuppdrag. Dock visade sig spårljusspränggranaten vara problematisk då den höga eldhastigheten hettade upp eldröret så snabbt så de kunde bli projektilsprängning (när en projektil går av för tidigt) i eldröret vid längre salvor. Detta löstes någorlunda genom att sätta upp regler för längder på skottsalvor.

#### Licensproduktion
Licensproduktion sattes upp i LM Ericssons lokaler på Tulegatan i Stockholm under regi av Gevärsfaktoriet fast med arbetsledning från LM Ericsson. Allt förutom eldrören tillverkades i fabriken då dessa behövde tillverkas i Gevärsfaktoriets pipverkstad i Eskilstuna. I fabrikens källare hade man gjort ett provisoriskt skjutrum där de leveransklara vapnen provsköts i salvor om 10-25 skott. För prov med längre salvor togs vapnen till Väddö skjutfält i Östersjön. Man testade vapnen i både nedkylt tillstånd med kolsyresnö och nedsmutsat tillstånd med diverse skit med bra funktionalitet i alla lägen.
Under licensproduktionen gjordes ett flertal förbättringar på designen. Bland annat förstärkte man matararmen i vapenlocket då denna kunde börja sig under eldgivning. Vidare byttes armens klack då denna visade stor nedslitning mot ett rullager. Senare försågs armen med en stellitbelagd klack.
De svensktillverkade vapnen erhöll modellbeteckning med Adam-suffix (13,2 mm akan m/39A) för att särskilja dem från originalvapnen och började levereras 1943. Dessa kom att primärt brukas på alla de nya svenska flygplanen som tillverkades efter 1943 som Saab 18, Saab 21 och FFVS J 22.

#### 13,2 mm till 12,7 mm
När Sverige köpte in J 26 Mustang 1945 fick man även in ursprungsmodellen M2 Browning i svensk tjänst. Istället för att ombeväpna J 26 med 13,2 mm akan m/39 valde man att ha kvar de gamla 12,7 mm kulsprutorna. Detta berodde på flera anledningar vilka till exempel var att andra världskriget var över vilket minskade hotbilden mot Sverige, sedan så ansågs inte 12,7 mm eller 13,2 mm längre vara en seriös kaliber och alla framtida beväpningsplaner satsade på 20 mm automatkanoner. Dessutom fanns det mängder av överskottsammunition i USA efter kriget som nu Sverige kunde köpa in billigt.
Då Sverige nu hade två extremt lika patroner som inte gick att åtskilja utan närmare inspektion var svårt att lagerhålla ammunition och man började planera att ta fram en enhetlig kaliber vilket föll på 12,7 mm av ekonomiska anledningar. Då påbörjade man ett projekt med mål att konvertera 13,2 mm akan m/39 och m/39A till kaliber 12,7 mm. I detta projekt ville man även sänka eldhastigheten då man ville förlänga livslängden av vapnen. Detta då deras eldhastighet av 1080 skott per minut sliter ut vapnet extremt fort.
Byte från 13,2 mm till 12,7 mm var mycket enkel och krävde enbart ett eldrörsbyte då patronerna hade nästintill identiska hylsor. 12,7 mm eldrören tillverkades av Gevärsfaktoriet i Eskilstuna. Sänkningen av eldhastighet tog dock längre tid att lista ut. Man visste att eldhastigheten kunde sänkas med ett tyngre eldrör men hur mycket vikt som krävdes för bäst resultat krävde prov. Dessutom var hög eldhastighet fortfarande ett stort element i flygstrider så men ville även ha möjlighet att montera bort extravikten från eldröret i framtiden vid nödfall.
År 1946 påbörjades prov vid Centrala Flygverkstaden Arboga med vikter på eldrör. Man kom fram till att en tillsatsvikt på 1,5 kg passade bäst och ökade eldrörets vikt till 4,7 kg. Detta sänkte eldhastigheten från 1080 rpm till ca 800 rpm. Samtliga 13,2 mm eldrör bortom ett fåtal arkivexemplar skrotades och konverteringen av vapnen påbörjades. Konverteringen pågick från cirka 1947 till 1949 med flertalet gjorda under december 1949. Det bör nämnas att 13,2 mm ammunition finns med i flygvapnets 1949 års ammunitionsupplaga.
Efter att flygplan som Saab 18, Saab 21 och FFVS J 22 gått ur tjänst användes 12,7 mm automatkanon m/39 kanonerna som övningsinstallationer, det vill säga övningsvapen i diverse stridsflygplan som Tunnan, Lansen, Draken och senare som övningskapsel till Viggen och SK 60. De togs till slut ur bruk under tidigt 2000-tal efter att Viggen togs ur bruk. De hade då varit i tjänst i över 60 år.

### Rumänien
Det är inte känt hur Rumänien fick tag på sina vapen. Antingen levererades de innan eller under invasionen eller så fick de tag på vapnen efter Tysklands invasion. De användes först på Rumänska bombflygplan av typen Savoia-Marchetti S-79B i rörliga försvarspositioner men då vapnen behövdes till jaktflygplan flyttades de över till flygplanet I.A.R. 80. Denna modell kom att få beteckningen I.A.R. 80-B. I.A.R. 80-B kom att strida kriget ut och ansågs av många vara ett bra flygplan för sin motorstyrka.

### Finland

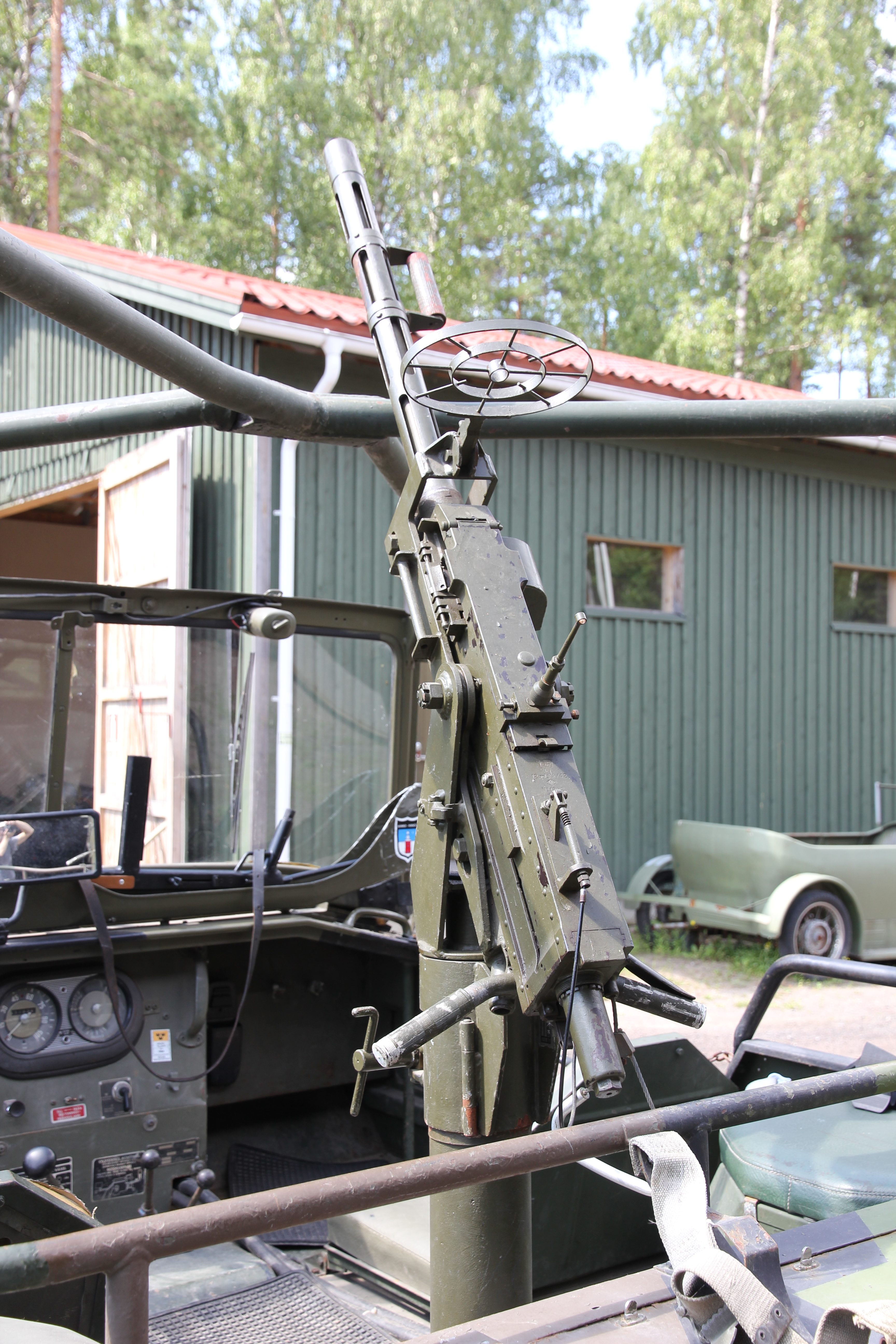
12,7 mm VKT LKk/42 monterad på en pansarvärnspjästerrängbil 9031.

Finland som hade varit intresserat av att köpa 13,2 mm FN Browning M.1939 när det låg på marknaden hade istället köpt amerikanska Colt MG 53-2, en förbättrad version av M2 Browning för flygbestyckning. Trots detta var de fortfarande intresserade av vapnet och gjorde en överenskommelse med svenska LM Ericsson att få producera vapnet i Finland. VKT, Statens Vapenfabrik, fick ordern att producera vapnet och fick ritningar och annan data från Ericsson. Eftersom produktion av 12,7 mm ammunition redan var igång i Finland valde man att producera vapnet i 12,7 mm kaliber. Likt svensk licensproduktion behövde man göra ändringar under produktionen. Den finska varianten fick beteckningen VKT 12,70 LKk/42. Eftersom typen var baserad på M2 Browning kunde finländarna lätt byta ut gamla Colt MG 53-2 Browning kulsprutor mot de nya moderna LKk/42 kulsprutorna på de flygplan som behövde mer eldkraft.

## Konfigurationer

### Varianter och beteckningar
- 13,2 mm FN Browning M.1939: Ursprunglig exportbeteckning
- 13,2 mm automatkanon m/39 (kort 13,2 mm akan m/39): Vapen tillverkade av FN Herstal.[17]
- 13,2 mm automatkanon m/39 (kort 13,2 mm akan m/39A): Vapen tillverkade av LM Ericsson.[17]
- 12,7 mm automatkanon m/39 (kort 12,7 mm akan m/39): Vapen tillverkade av FN Herstal med 12,7 mm eldrör.
- 12,7 mm automatkanon m/39 (kort 12,7 mm akan m/39A): Vapen tillverkade av LM Ericsson med 12,7 mm eldrör.
- VKT 12,70 LentoKonekivääri (LuftMaskingevär) m/42 (kort VKT 12,70 LKk/42): Finsk variant i kaliber 12,7 mm.

### Lavetter
13,2 mm automatkanon m/39 kunde monteras i flera typer av lavetter (benämnd vagga i flygvapnet) av både fast och rörlig konfiguration beroende på flygplan. Dessa lavetter hade olika former och egenskaper beroende på flygplanstyp, till exempel kunde noslavetterna på Saab 21 med hjälp av tillsatsstöd montera 8 mm ksp m/22 för övningsändamål.
De rörliga lavetterna kom enbart att brukas Saab 18 och hade dubbelhandtag på bakänden av vapnet med avtryckare för manuell avlossning. Under vapnet fanns en rekylbroms som hjälpte med den kraftiga rekylen vapnet hade.
På B 18A brukade man två stycken rörliga 13,2 mm akan m/39 och dessa hade två olika varianter av vaggor. Signalistens akan (övre akterskytt) var kopplad till flygplanet via en gaffel som tillät vaggan att tilta och rotera. Handtagen till vaggan satt under vapnet för att ge signalisten bättre sikt då han sköt från en sittande position och det fanns två avtryckare för båda tummarna. Siktet var ett enkelt kornsikte. Spanarens akan skiljde på sig från signalistens akan. Spanaren skulle skjuta från stående position så hans lavett satt på en stor svängarm. Själva lavetten satt även i vägen för in- och urstigningsluckan till planet då spanarens akan sköt igenom denna och därför kunde även lavetten svängas åt sidan för att skapa plats för in- och urstigning. Bilder på överlevande rörliga akan m/39 jämfört med de få ritningar som finns på spanarens akan verkar även tyda på att handtagen på spanarens akan satt centrerade på vapnets bakände med en centrerad avtryckare för båda tummarna istället för två. Detta går ihop med att denna akan skulle skutas från stående position vilket passar bättre med centrerade handtag.

## 13,2 mm ammunition
Majoriteten av 13,2×99 mm ammunitionen konstruerades av Hotchkiss i Frankrike. Dock konstruerades och utvecklades spårljusspränggranaten av FN i Belgien. Den utvecklades specifikt för att användas på 13,2 mm FN Browning M.1939. Detta för att konsumenter skulle välja 13,2 mm FN Browning M.1939 över till exempel amerikanska M2 Browning och franska HS.404 som höll på att komma in på marknaden. Säljpunkterna var att amerikanska M2 Browning inte hade högexplosiva kulor och ammunitionen för HS.404 var dyrare.
Spårljusspränggranaten var designad att spränga bort duken som var spänd över roderytorna på flygplan. Upp till 60 cm stora utgångshål och 10–15 cm stora ingångshål (beroende på kulans hastighet) uppnåddes under tester. Denna patron var även effektiv mot aluminiumplåt och lämnade stora hål i vingar och större skador i mekaniska delar som motorer och kontrollytor. En enda träff på ett mindre flygplan ska enligt tillverkaren vara tillräckligt för att planet ska behöva nödlanda eller överge sitt uppdrag och återvända tillbaka till flygbasen. Det står i en försäljningsbroschyr att kulan är så känslig att den exploderar även om man skjuter den mot ett 0,1 mm tunt papper. Förutom den förödande skadan patronen kunde göra så var den väldigt säker. Den hade en inbyggd spärr som gjorde att kulan inte kunde explodera förrän den flugit tre meter från pipan. En annan säkerhetsåtgärd var att patronen kunde lätt modifieras så att den exploderar av sig själv efter att ha flugit 700 meter.
Ammunition tillverkades i flera länder som till exempel Italien som använde patronen till sina licenstillverkade Hotchkiss m/1929 luftvärnskulsprutor kallade Breda Mod 31. Den högexplosiva ammunitionen tillverkades till en början enbart i Belgien på grund av dess menade användning i FN M.1939. När Tyskland ockuperat Belgien skötte tyskarna försäljningen av ammunition och vapen från FN. Tyskarna var inte särskilt intresserade av att använda ytterligare vapen i kaliber 13 mm då de redan hade 13 mm MG 131 i full produktion. Sverige, som redan köpte flera typer av ammunition från Tyskland i olika kalibrar började efter ockupationen att köpa 13,2×99 ammunition från Tyskland. Sverige började kort därefter även köpa ammunition från Italien.
Sverige köpte först 3 typer av ammunition. Man köpte den belgiska högexplosiva patronen tillsammans med en pansarbrytande patron och en vanlig skarp ammunition som skulle användas som övningspatron. Efter uppsättning av produktionslinjer började man även att producera ammunition i Sverige. I Sverige tillverkades 13,2 mm ammunition av Kockums och Gense. 1940 utvecklades en blindpatron.
Pansarprojektilen var inte speciellt kraftig och Sverige bestämde sig för att utveckla en ersättare. Bofors fick i uppdrag att ta fram en ny projektil mot markmål. Resultatet blev en sprängbrandgranat med stålkärna, nerkortad till 13,2 mm skarp patron m/40 granat m/44 . Patronen var inte högexplosiv men hade en stålkärna omgiven av sprängmedel med en spets av brandämne försett med ett stålhölje. I toppen av patronen fanns en liten tändhatt som antände brandsprängladdningen vid träff och briserade stålhöljet. Stålkärnan kom hädan att fortsätta mot målet och penetrera en viss tjocklek av material. Detta gjorde projektilen bra i både jakt- och attackuppdrag då man kunde sätta eld på skyddade bränsletankar i flygplan och markfordon.

### Ammunitionsdata
Flera originalnamn är på patronerna är på franska
| Patron                    | Typ                     | Färg               | Patron     | Patron      | Projektil  | Projektil     | Projektil   | Projektil                       | Krut        | Krut     | Utgångs- hastighet | Tryck (kg/cm²) | Mynnings- energi (kgm) | Räckvidd (m) | Not                                                                   |
| Patron                    | Typ                     | Färg               | Längd (mm) | Vikt (gram) | Längd (mm) | Diameter (mm) | Vikt (gram) | Uppbyggnad                      | Vikt (gram) | Krutslag | Utgångs- hastighet | Tryck (kg/cm²) | Mynnings- energi (kgm) | Räckvidd (m) | Not                                                                   |
| ------------------------- | ----------------------- | ------------------ | ---------- | ----------- | ---------- | ------------- | ----------- | ------------------------------- | ----------- | -------- | ------------------ | -------------- | ---------------------- | ------------ | --------------------------------------------------------------------- |
| Balle de service          | Helmantlad projektil    | Ingen              | 136        | 118         | 62,1       | 13,5          | 50,75       | 90% mässing 10% stålväggar      | 15          |          | 810 m/s            | 3 200          | 1 697,1                | 7 000        | Även kallad övningspatron                                             |
| Balle perforante          | Pansarprojektil         | Svart topp         | 136        | 118,5       | 62,1       | 13,5          | 51,15       |                                 | 15          |          | 810 m/s            | 3 200          | 1 710,5                | 7 000        | Max 17 mm av genomslag                                                |
| Balle traçante            | Spårljusprojektil       | Röd topp           | 136        | 116         | 62,1       | 13,5          | 48,51       |                                 | 15          |          | 810 m/s            | 3 200          | 1 623,2                | 7 000        | Spårljus upp till 1 000                                               |
| Balle perforante traçante | Spårljuspansarprojektil | Vit topp           | 136        | 116         | 62,1       | 13,5          | 48,87       |                                 | 15          |          | 810 m/s            | 3 200          | 1 634,2                | 7 000        | Spårljus upp till 1 000                                               |
| Balle incendiaire         | Brandgranat             |                    | 136        | 111         | 62,5       | 13,5          | 43,85       |                                 | 15          |          | 820 m/s            | 3 200          | 1 499,4                | 5 000        | Brandeffekt upp till 800                                              |
| Balle explosive traçante  | Spårljusspränggranat    | Röd topp, gul, röd | 136        | 112         |            | 13            | 42          | Tändrör Sprängkapsel Stålväggar | 15          |          | 900 m/s            |                |                        | 8 000        | 3,5 gram sprängmedel Kan ställas in så att den exploderar efter 700 m |
| Patron m/40 Granat m/44   | Sprängbrandgranat       | Orange topp        | 136        |             |            | 13,5          |             |                                 | 15          |          | 815 m/s            |                |                        |              | Har en stålkärna.                                                     |
| Blindpatron m/40          | Blindpatron             | Grön, koppar       | 137,5      |             |            |               |             |                                 | ingen       | ingen    |                    |                |                        |              | Delad i 2 delar.                                                      |

### Svenska beteckningar
I Sverige använde man primärt 5 typer av 13,2 mm ammunition.
- 13,2 mm sk ptr m/39 slsgr m/39 blint (spårljusspränggranat): Den primära ammunitionen som användes. Denna patron hade spårljus och var högexplosiv.
- 13,2 mm sk ptr m/39 pprj m/39 blint (pansarprojektil): En pansarbrytande patron. Användes bara tidigt i kriget och blev ersatt av gr m/44.
- 13,2 mm sk ptr m/40 gr m/44 (Granat): Denna var av brandsprängtyp med stålkärna[4] vilket nerkortades till granat.[4] Detta betyder att den i princip hade en liten explosiv laddning i sig för att få patronens hölje att brisera vid träff men även en stålkärna vilket gav den en penetrerande effekt.
- 13,2 mm sk ptr m/39 övnptr m/39 (övningspatron): Denna patron var en vanlig helmantlad skarp projektil och användes bara som övningspatron i Sverige.[24]
- 13,2 mm blindptr m/40 (Blindpatron): Träningsammunition utan krut.

Patronerna var i tjänst i Sverige tills tidigt 50-tal.

## Användning
Sverige
Seversky EP-1
- J 9: 2 stycken i vingarna med 200 patroner per akan.
- S 9C: 2 stycken i vingarna med 200 patroner per akan.

Seversky 2P-A Guardsman
- B 6: Föreslogs att förses med samma vingar som J 9.

Vultee V-48
- J 10: Planerades använda 2 stycken i vingarna med 200-250 patroner per akan.

Fokker G-I
- B 26: Planerades använda 4 stycken i nosen med 500 patroner per akan.
- S 13: Planerades använda 2 stycken i nosen med 500 patroner per akan.

Caproni Ca.313
- B 16A: 2 stycken i vingrötterna (utbytbara mot 8 mm ksp m/22)
- S 16A: 2 stycken i vingrötterna (utbytbara mot 8 mm ksp m/22)
- S 16B: 2 stycken i vingrötterna (utbytbara mot 8 mm ksp m/22)

SAAB 18
- B 18A: 3 stycken i fast och rörlig position med 300 patroner per akan.
- S 18A: 2 stycken i fast och rörlig position med 300 patroner per akan.
- B 18B: 2-1 stycken i fast och rörlig position med 300 patroner per akan.
- T 18B: 2-1 stycken i fast och rörlig position med 300 patroner per akan.

SAAB 21
- J 21A-1: 2 stycken i vingarna med 325 patroner per akan och 2 i nosen med 350 patroner per akan.
- J 21A-2: 2 stycken i vingarna med 325 patroner per akan och 2 i nosen med 350 patroner per akan.
- B 21A-3: 2 stycken i vingarna med 325 patroner per akan och 2 i nosen med 350 patroner per akan.
- A 21RA: 2 stycken i vingarna med 325 patroner per akan och 2 i nosen med 350 patroner per akan.
- A 21RB: 2 stycken i vingarna med 325 patroner per akan och 2 i nosen med 350 patroner per akan.

FFVS J 22
- J 22-1: 2 stycken i vingarna med 250 patroner per akan.
- J 22-2: 4 stycken i vingarna med 250 patroner per akan.
- J 22-3: 2 stycken i vingarna med 250 patroner per akan.

SAAB 24
- J 24: Planerades använda 4 stycken i nosen och 2 stycken i kroppen.

de Havilland Vampire
- J 28A: 2 stycken kunde monteras i yttre akanlavetter som övningsvapen.
- J 28B: 2 stycken kunde monteras i yttre akanlavetter som övningsvapen.
- J 28C-1: 2 stycken kunde monteras i yttre akanlavetter som övningsvapen.
- J 28C-2: 2 stycken kunde monteras i yttre akanlavetter som övningsvapen.
- J 28C-3: 2 stycken kunde monteras i yttre akanlavetter som övningsvapen.

SAAB 29 Tunnan
- J 29A: 2 stycken kunde monteras i övre akan lavetter som övningsvapen.
- J 29B: 2 stycken kunde monteras i övre akan lavetter som övningsvapen.
- J 29E: 2 stycken kunde monteras i övre akan lavetter som övningsvapen.
- J 29F: 2 stycken kunde monteras i övre akan lavetter som övningsvapen.

de Havilland Venom
- J 33: 2 stycken kunde monteras i yttre akanlavetter som övningsvapen.

SAAB 35 Draken
- J 35A: 2 stycken kunde monteras i akan lavetter som övningsvapen.
- J 35B: 2 stycken kunde monteras i akan lavetter som övningsvapen.
- J 35D: 2 stycken kunde monteras i akan lavetter som övningsvapen.
- J 35F: 2 stycken kunde monteras i akan lavetter som övningsvapen.
- J 35J: 2 stycken kunde monteras i akan lavetter som övningsvapen.

Saab 105
- SK 60B: 2 kunde monteras i akankapslar som övningsvapen.
- SK 60C: 2 kunde monteras i akankapslar som övningsvapen.

Saab 37 Viggen
- AJ 37: 2 kunde monteras i akankapslar som övningsvapen.
- Sk 37: 2 kunde monteras i akankapslar som övningsvapen.
- SH 37: 2 kunde monteras i akankapslar som övningsvapen.
- JA 37: 2 kunde monteras i akankapslar som övningsvapen.
- AJS 37: 2 kunde monteras i akankapslar som övningsvapen.
- AJSF 37: 2 kunde monteras i akankapslar som övningsvapen.
- AJSH 37: 2 kunde monteras i akankapslar som övningsvapen.

 Rumänien
I.A.R.79
- S-79B: 3 stycken i rörliga positioner
- JIS-79B: En i rörlig position
- JRS-79B: En i rörlig position

I.A.R.80
- I.A.R.80A: 2 stycken i vingarna (tagna från I.A.R.79) med 150 patroner per vapen.[25][26] (Ett försöksflygplan.)
- I.A.R.80B: 2 stycken i vingarna (tagna från I.A.R.79) med 150 patroner per vapen.[25][26] (Produktionen av denna variant slutade när man fick slut på 13,2 mm FN Browning M.1939 vapen.)

 Belgien
- Renard R-36: Föreslogs med 2-4 stycken vapen i vingarna.
- Renard R-37: Föreslogs med 2-4 stycken vapen i vingarna.
- Renard R-38: Föreslogs med 2-4 stycken vapen i vingarna.
- Renard R-40: Föreslogs med 2-4 stycken vapen i vingarna.

 Nederländerna
- Fokker G-I: Fanns med 2-4 stycken vapen i nosen som exportalternativ.
- Fokker D-XXIII: Planerades använda 2 stycken i vingarna.

 Finland
- Curtis Hawk 75A: 2 stycken i nosen med 200 patroner per vapen.
- Morane-Saulnier 406: En i nosen med 200 patroner.
- Brewster B-239: 2 stycken i vingarna med 400 patroner per vapen och 2 i nosen med 250 patroner per vapen.
- VL Humu: Planerades använda 3 stycken LKk/42 i nosen.
- VL Myrsky: 4 stycken i nosen med 220-240 patroner per vapen.
- VL Pyörremyrsky: Planerades använda 2 stycken i nosen med 300 patroner per vapen.

## Liknande vapen
- Danmark 11,35 × 62 mm M-1926 Madsen
- Italien 12,7 × 81 mm Breda-SAFAT
- USA 12,7 × 99 mm 12,7 mm AN/M2
- USA 12,7 × 99 mm 12,7 mm AN/M3
- Finland 12,7 × 99 mm VKT 12,70 LKk/42
- USSR 12,7 × 108 mm Berezin UB
- Nazityskland 13 × 64 mm MG 131
- Frankrike 13,2 × 96 mm Hotchkiss M1929
- Japan 13,2 × 96 mm Type 3